# 혜공
혜공(惠空: fl. 7세기 후반)은 신라 중기의 승려이다. 어릴 때부터 이상한 행동을 많이 하였으며 승려가 되어서도 삼태기를 지고 취한 채로 다니며 노래하고 춤을 추었으므로 사람들이 부궤화상(負蕢和尙)이라고 하였고 그의 암자를 부개사(夫蓋寺)라고 하였다.
만년에는 항사사에 있으면서 원효(元曉: 617-686)가 여러 불교 논서를 지을 때 의심나는 것이 있으며 언제나 혜공에게 물었으며, 해동 진언종(眞言宗)의 별파인 신인종(神印宗)의 조사(祖師)가 된 명랑(明朗: fl. 668)이 금강사를 창건하여 낙성식을 했을 때도 혜공을 정중히 모시고 있다. 이런 점에서 볼 때 혜공의 불교에 대한 깨우침은 대단했던 것으로 보인다.
어느 때 혜공은, 승략(僧䂮) · 도항(道恒) · 승예(僧叡)와 함께 중국의 구마라습(鳩摩羅什: 344-413) 문하의 4철(四哲)의 한 명인 승조(僧肇: 374-414)가 저술한 《조론(肇論)》을 보고는 "이것은 내가 옛날에 지은 것"이라고 했다고 전한다. 당시의 사람들은 혜공을 승조의 후신이라 여겼다고 한다.
혜공은 기적을 많이 행하였는데, 죽을 때도 몸이 공중에 떠서 숨을 거두었다고 한다. 신라의 10대 성인 중의 한 사람이며 흥륜사 금당에 탑이 세워졌다.